# Matthias William Baldwin
Matthias William Baldwin, född 10 december 1795 och död 7 september 1866, var en nordamerikansk lokomotivfabrikant.
Sedan Baldwin utfört en liten lokomotivmodell, fick han 1831 uppdrag att bygga ett lokomotiv. Det blev färdigt 1832 och följdes 1833 av ett andra, vilket uppvisade så stora förbättringar, att Baldwin omedelbart fick beställning på ytterligare 4. Han byggde då i Philadelphia en lokomotivverkstad, vilken sedan fortsatte att utvidgas under namn av The Baldwin locomotiv works och blev världens största företag inom området med en årlig tillverkning av flera tusen lokomotiv. Till minne av såväl Baldwins tekniska gärning som hans stora filantropiska verksamhet i Philadelphia uppförde staden 1906 en staty över honom.